# Tranquillón

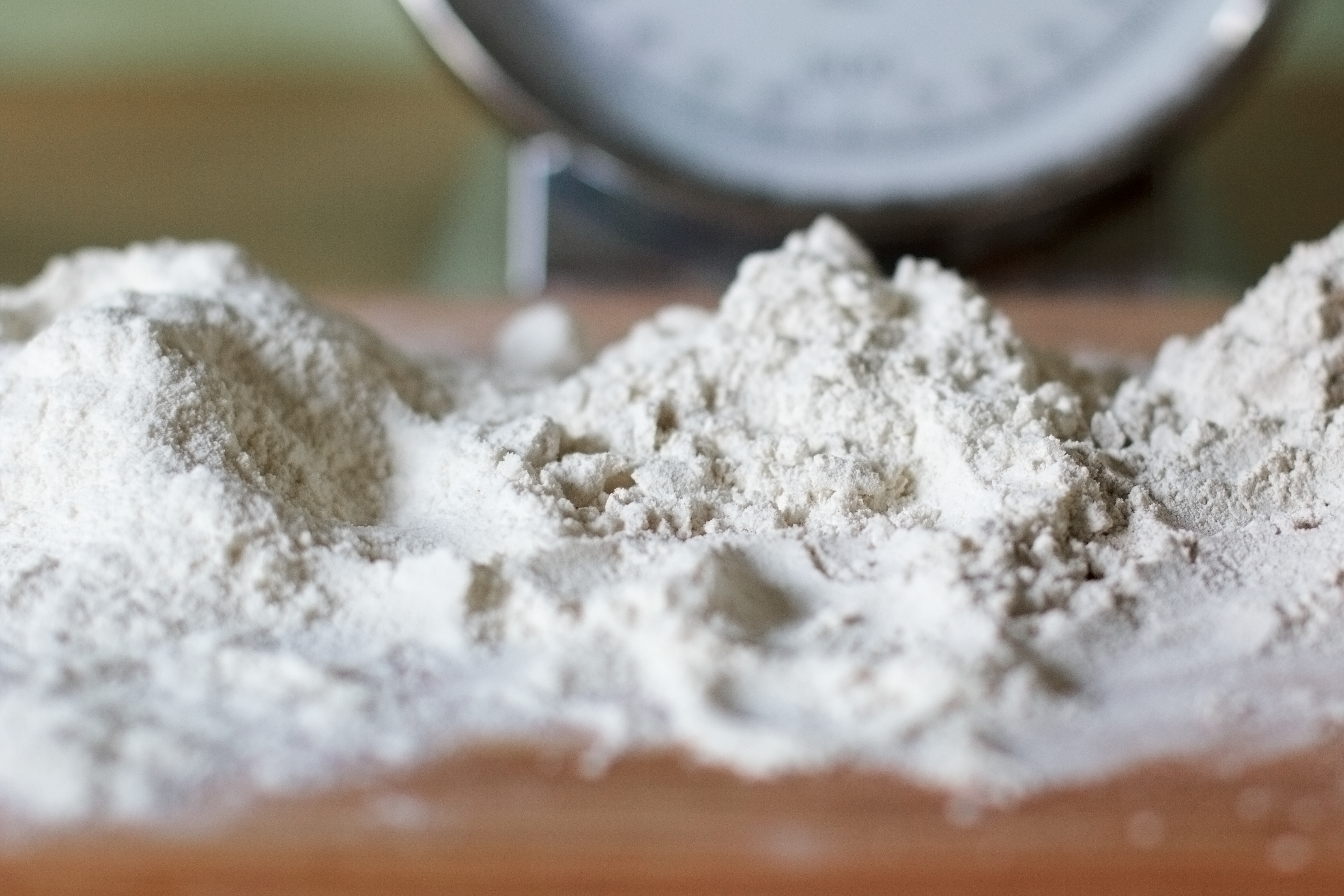
Harina de trigo y centeno

El tranquillón, morcajo o comuña es una mezcla de harinas de trigo y de centeno. También en la siembra, el morcajo es la mezcla de cultivos de trigo y centeno, y dependiendo de la localidad, hacen la mezcla predominando el trigo, predominando el centeno, o a partes iguales. Históricamente esta mezcla servía para abaratar el pan y para alimentar al ganado (particularmente gallina), sin embargo, hoy en día está obsoleto y su uso es raro. A veces el término se usa de forma genérica para una mezcla de cereales cualquiera, o bien una combinación de cereales y leguminosas (especialmente trigo y habas).

## Denominaciones
Dependiendo de la región, en castellano es común denominarlo:
- comuña, camuña[4]
- morcajo, morcazo[5]
- tranquillón[6]

En gallego, es denominado mestura ('mixtura'). En catalán mestall, y de aquí el topónimo Mestalla y la coca de mestall valenciana. El morcajo de trigo y centeno se denomina mestall segalòs, mientras que el de trigo y cebada es mestall ordiós.
En francés, equivale al méteil (mezcla de dos cereales cualquiera) o mitadenc (mezcla de dos trigos); y en inglés al maslin o meslin.

## Agricultura

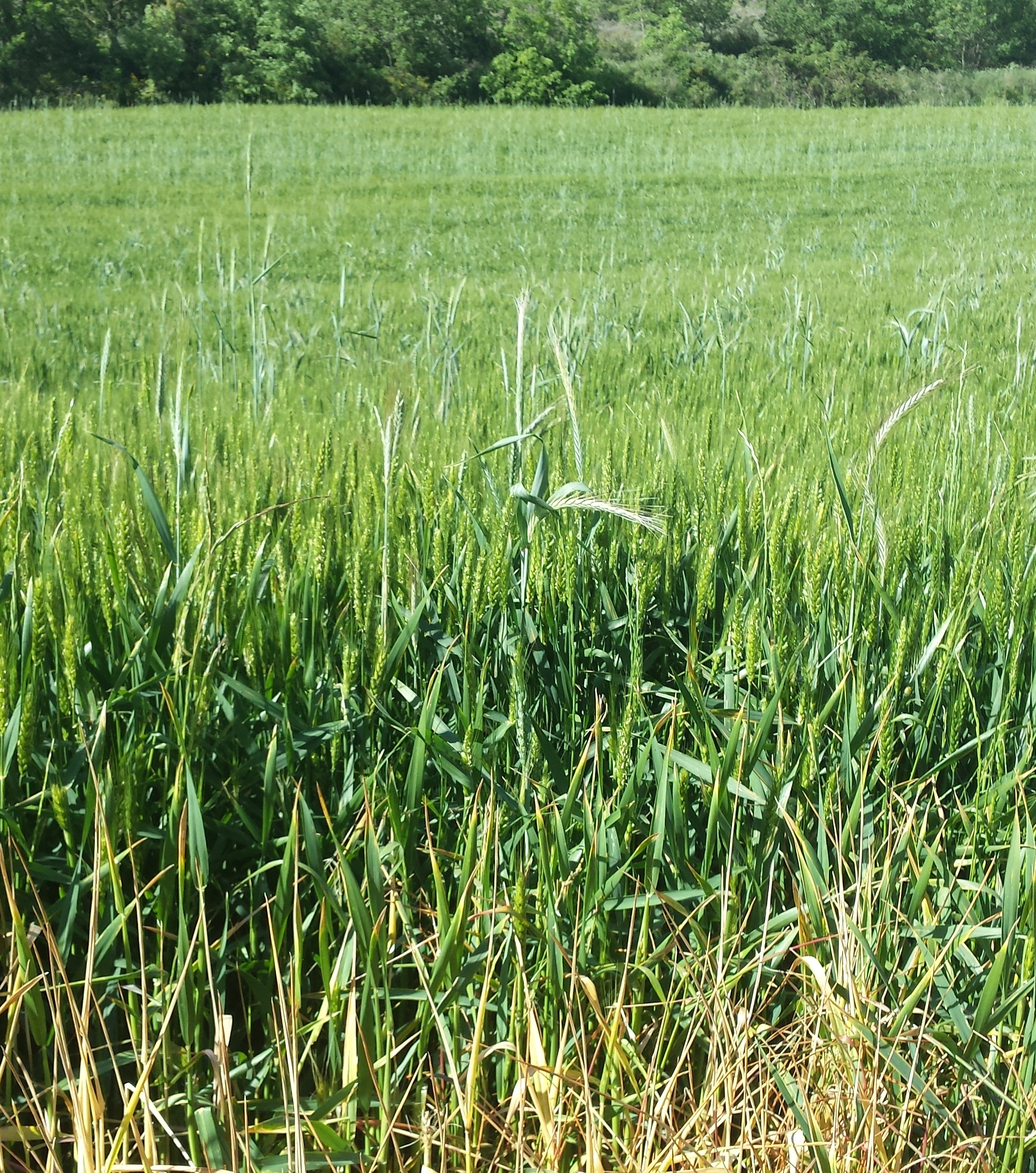
Cultivo de trigo y cebada combinados en San Mateo de Bages, provincia de Barcelona. Obsérvese cómo el centeno crece más alto que el trigo y sobresale en el cultivo.

No se recomienda la mezcla de cultivos, puesto que cebada y trigo son dos cultivos diferentes, que requieren diferente suelo y agua, además de que maduran en épocas distintas. Por ello se suelen seleccionar variedades de trigo muy tempranas, para que brote casi a la par que el centeno.

## Panadería
Los panes hechos a partir de morcajo, tranquillón o comuña también se denominan así. Se trata de panes rústicos, sabor ligeramente ácido y muy nutritivos. No obstante, eran considerados panes de baja calidad y a principios del siglo XX eran consumidos principalmente por la población rural de España. Según la investigadora en panes Ànnia Monreal, los panes de cebada o mijo eran considerados de pobre, pero es que el pan de morcajo era incluso de peor calidad.
En Francia, el pan de comuña es un pan tradicional de campesinos, y dependiendo del lugar la composición varía. Por ejemplo, en la Bretaña, el pan de comuña es una mezcla de trigo y alforfón (trigo sarraceno) o cebada en proporciones variables. En el centro de Francia, el pan de comuña es una mezcla a partes iguales de harina de trigo y harina de centeno.
Los panes de comuña tradicionalmente son grandes hogazas campesinas, de forma redonda u ovalada, con un peso entre los 500 g y el kilo o incluso más.